# Tanaoneura portoricensis
Tanaoneura portoricensis är en stekelart som först beskrevs av Crawford 1913.  Tanaoneura portoricensis ingår i släktet Tanaoneura och familjen Tanaostigmatidae. Inga underarter finns listade i Catalogue of Life.